# Гарісена
Гарісена (д/н — 510) — дхармамагараджа Вацагулми в 475/480—510 роках.

## Життєпис
Походив з династії Вакатака. Син дхармамагараджи Девасени. Посів трон 475/480 року. Напис у печері Аджанта міністра Варагадеви описує вплив Гарісени, що поширювався на Кунталу (припускають, що це одна з частин Кадамби), Аванті, Калінгу, Кошала, Лата (схід Гуджарату), Андхру.
У 480-х роках боровся з Прітвісеною II, магараджею Праварапури, але без значного успіху. На півночі підкорив частину регіону Анупа (сьогодні в штаті Мадх'я-Прадеш). Припускають, що 495 року здолав магараджу В'яграсену, знищивши тим самим династію Трайкутаку (регіон Конкан). 495/500 року після смерті Прітвісени II розділив володіння по річці Нармада з Мадаварманом II Вішнукундіном.
Продовжив підтримку мистецтва і архітектури. 3 буддійські печери в Аджанті, зокрема 2 віхари (печери 16 і 17) і чайтья (печера 19), були прикрашені живописом і скульптурою під час правління Гарісени.
Помер близько510року. Наступні 2 володарі невідомі. Вважається, щоостаннійз них загинув у боротьбі з військами Кадамби і Калачура-Магішматі (з Малви). Рештки підкорила династія Чалук'я.